# Julie Hirschfeld Davis
Julie Hirschfeld Davis   (Nova Jersey, 17 d'abril de 1975) és una periodista nord-americana. Actualment és l'editora congressional de The New York Times i analista política de la CNN. Abans era corresponsal a la Casa Blanca.

## Biografia
Davis va néixer el 17 d'abril de 1975 dels pares Janet (née Rubner) i Jimmy Hirschfeld a Englewood, Nova Jersey. Va assistir a l'Ethical Culture Fieldston School de la ciutat de Nova York, on es va convertir en l'editora de The Fieldston News al primer any, i més tard es va llicenciar en Ètica, Política i Economia a la Universitat Yale el 1997.

## Carrera
El 1998, després de graduar-se, va aconseguir una pràctica a l'oficina de Washington de The Dallas Morning News.
Va continuar cobrint Capitol Hill com escriptora sènior a Congressional Quarterly fins al 2002, quan va ser nomenada corresponsal a la Casa Blanca per a The Baltimore Sun. Davis va passar a ser periodista política el 2007 per a l'Associated Press, i després el 2011, per a Bloomberg.
El 2009, va guanyar el premi Everett McKinley Dirksen per a la presentació d'informes distingits del Congrés i per la seva cobertura de la resposta federal a la crisi financera de 2008.
Davis es va convertir en corresponsal a la Casa Blanca per a The New York Times el 2014, abans de les eleccions presidencials dels Estats Units de 2016. Va ser nomenada corresponsal al Congrés per a The Times el 2018. Actualment és analista política habitual de la CNN i ha aparegut ocasionalment a la MSNBC.
L'any 2018, Davis va aparèixer al documental The Fourth Estate, publicat per Showtime, que es va centrar en la cobertura de The Times del primer any de l'administració de Donald Trump.
El seu llibre, Border Wars: Inside Trump's Assault on Immigration, escrit conjuntament amb Michael D. Shear, va ser publicat per Simon & Schuster l'octubre de 2019.